# Invazia Iepurilor Spațiali
Invazia Iepurilor Spațiali (franceză Les Lapins Crétins: Invasion) este un serial animat pe computer francez bazat pe seria de jocuri video Rabbids de la Ubisoft. Este o coproducție între Ubisoft Motion Pictures, TeamTO, France Télévisions (doar primele patru sezoane) și CNC (doar în al patrulea sezon). Serialul a fost dezvoltat de Jean-Louis Momus, și îl are pe Damien Laquet ca vocea Iepurilor Spațiali.
Serialul a avut premiera pe 3 august 2013 pe France 3. Primele trei sezoane, fiecare cu 26 de episoade, au fost difuzate între 2013 și 2017. Un al patrulea sezon a fost difuzat pe France 3 în 2018 și a fost lansat în toată lumea pe Netflix pe 1 iulie 2019. O urmare de o oră după al patrulea sezon cu titlul Rabbids Invasion: Misiune pe Marte, a avut premiera în Franța pe 29 septembrie 2021 și pe Netflix ca un film original pe 18 februarie 2022.

## Episoade
| Sezonul | Sezonul          | Segmente         | Episoade         | Episoade         | Premiera TV        | Premiera TV        |
| Sezonul | Sezonul          | Segmente         | Episoade         | Episoade         | Prima transmisie   | Ultima transmisie  |
| ------- | ---------------- | ---------------- | ---------------- | ---------------- | ------------------ | ------------------ |
|         | 1                | 78               | 26               | 26               | 3 august 2013      | 6 decembrie 2014   |
|         | 2                | 78               | 26               | 26               | 11 octombrie 2014  | 14 iunie 2016      |
|         | 3                | 78               | 26               | 26               | 21 iunie 2016      | 23 iunie 2017      |
|         | 4                | 75               | 26               | 26               | 1 septembrie 2018  | 26 decembrie 2018  |
|         | Misiune pe Marte | Misiune pe Marte | Misiune pe Marte | Misiune pe Marte | 29 septembrie 2021 | 29 septembrie 2021 |

## Producție
În octombrie 2010, Ubisoft și Aardman au anunțat un parteneriat pentru ca să producă un pilot de serial TV și mai multe scurtmetraje bazate pe franciza Ubisoft Rabbids. Anul  următor, a fost anunțat că 78 de episoade animate vor fi produse de studioul Ubisoft cu sediul în Montreal Ubisoft Motion Pictures ca prima sa producție în casă. În Statele Unite, serialul a avut premiera pe Nickelodeon pe 3 august 2013. Pe 17 decembrie 2013, serialul a fost reînnoit pentru al doilea sezon. Pe 16 iunie 2015, a fost reînnoit pentru al treilea sezon.
Al patrulea sezon a fost anunțat în iulie 2018. Acest sezon nu a fost difuzat de Nickelodeon, și a fost în schimb difuzat pe France 3 și Netflix.

## Difuzare
Serialul se difuzează pe France 3 în Franța. În China, Invazia Iepurilor Spațiali a fost evaluat ca as cel mai urmărit serial de televiziune pentru copii în 2017, adunând peste un miliard de vizionări. Disney Channel Asia a dat premiera la al patrulea sezon din Invazia Iepurilor Spațiali pe 8 iulie 2019.
În Statele Unite, din 3 august 2013 încoace, primul sezon (și o mulțime de episoade din al doilea sezon) au fost difuzate pe Nickelodeon. Restul din al doilea sezon și întreg al treilea sezon au fost difuzate exclusiv pe canalul Nicktoons. Al patrulea sezon a rămas nedifuzat în Statele Unite până când Netflix l-a lansat în iulie 2019. În 2023, serialul a fost preluat de serviciul video-on-demand american Kabillion.

## Joc video
Invazia Iepurilor Spațiali a fost adaptat într-un serial TV interactiv, intitulat Rabbids Invasion: The Interactive TV Show. Jocul, care combină episoade televizate existente cu o serie de provocări, a fost lansat pe Xbox 360, Xbox One și PlayStation 4 în noiembrie 2014, necesitând un Kinect sau PlayStation Camera, respectiv.